# Rutellum
Rutellum impicatum (dříve často chybně implicatum) je předlinnéovské vědecké jméno, které obdržel zub sauropodního dinosaura z období střední jury (stáří asi 170 milionů let). V roce 1699 tak označil fosilní zub cetiosaurida z Anglie (Caswell u města Whitney v Oxfordshire) přírodovědec Edward Lhuyd.
Jde o historicky první vědecké jméno přiřazené zkamenělině dinosaura (přestože v dané době nebyli dinosauři známi). Protože však jméno bylo publikováno před rokem 1758, není podle pravidel ICZN považováno za platné.